# 共政会
共政会（きょうせいかい）は、広島県広島市南区に本拠を置く指定暴力団。2022年末時点で、準構成員等を含めて約210人擁している。また、構成員は2023年末時点での数は変わらず約120人である。

## 略歴

### 初代共政会
1964年5月、山村組・山村辰雄組長は広島市のテキヤ・村上組の村上正明と提携し、右翼団体・共政会を結成した。初代会長には山村が、副会長には村上が、理事長には山村組若頭・服部武が、幹事長には山口（英）組・山口英弘組長が就任した。同年6月29日、共政会の披露興行が行われた。
1965年3月11日、傷害事件で逮捕された山村組組員・品川稔は、服部の指示で山口組本部にダイナマイトを投げ込み爆破させたことを自供した。警察は、服部を横浜刑務所から広島に移管し取り調べた。服部は山村からの指示で、山村組幹部が共謀したことを認めた。山村は藤堂真二に弁護を依頼した。藤堂は山村のヤクザからの引退と、身体障害者療養施設を経営する財団法人への出資を条件に山村の弁護を引き受けた。

### 二代目共政会
1965年6月9日、山村は広島県警でヤクザからの引退を宣言した。二代目共政会会長には服部が、理事長には山田久が、顧問には村上が就任した。山口は引退し、山口（英）組は十一会と改称された。十一会会長には、竹野博士（元大阪タイガース捕手）が就任した。
1967年、波谷守之は、共政会樋上組・樋上実組長から美能組（組長は美能幸三）・小原組との和解を依頼された。樋上の提案は「美能が山村への報復を止めるのならば、美能を組長として美能組・樋上組・小原組を統一する」というものだった。樋上は、俠道会・森田幸吉会長と合田一家・浜部一郎総長に自分の提案を示し合意を得た。波谷は美能組幹部・薮内威佐夫とともに、札幌刑務所に行き美能を説得した。1回目、2回目の説得では美能が納得しなかったが、3回目の説得で美能の説得に成功した。その後山田が共政会関係者を説得し樋上の提案に合意させた。
1969年11月、共政会十一会組員と共政会村上組組員が喧嘩をした。これを切っ掛けに第三次広島抗争が勃発した。
1970年、下関市の合田一家・合田幸一総長の提唱により反山口組同盟・関西二十日会が結成された。加盟組織は、合田一家、大阪市の松田組、神戸市の忠成会、姫路市の木下会、岡山市の浅野組、広島市の共政会、北九州市の工藤会など。

### 三代目共政会
1970年1月22日に広島の料亭で、山田は、共政会三代目の襲名披露を行った。
1971年11月、王子製紙の株主総会で、総会屋の嶋崎栄治と総会屋の小川薫の両派が乱闘となった。その後嶋崎が松葉会・菊池徳勝を後見人に立て、小川が二代目共政会・服部会長を後見人に立てて、手打ちを行った。
1972年5月、兵庫県有馬温泉で、大日本平和会・平田勝市会長を仲人として、山田と森田の手打ちが行われた。手打ち式の後、波谷と山田と森田は、兄弟分になることを約束した。
1979年4月16日、三代目山口組・田岡一雄組長は、田岡の自宅で、山田、森田、浅野組・浅野眞一組長、共政会・門広相談役と会った。この席で、山口組とそれぞれ関西二十日会に所属していた共政会、俠道会、浅野組との共存共栄路線が確認された。
1987年11月、山田が死亡した。共政会は共政会理事長・沖本勲を中心とした主要幹部の合議制で運営された。
1988年、西日本二十日会が結成された。関西二十日会とは違い特に山口組を仮想敵とするわけではなかった。西日本二十日会の加盟団体は、唐津市の西部連合、下関市の合田一家、広島市の共政会、尾道市の俠道会、笠岡市の浅野組、松山市の松山連合会、岡山市の木下会、徳島市の勝浦会、高松市の親和会、大阪市の波谷組だった。
1990年1月4日午後4時15分、札幌事件が勃発した。同年5月14日、山口組若頭補佐・桑田兼吉と共政会・沖本勲理事長（後の四代目共政会会長）との兄弟盃が交わされた。

### 四代目共政会
1990年9月、沖本が四代目共政会会長に就任した。
1992年7月27日、広島県公安委員会は、共政会を指定暴力団に指定した。
1996年2月、四代目共政会、二代目俠道会、三代目浅野組、六代目合田一家、親和会は、親睦会「五社会」を結成した。
2003年8月、沖本が病死した。

## 歴代会長
- 初代（1964年5月～1965年6月）：山村辰雄
- 二代目（1965年11月～1970年11月）：服部武
- 三代目（1970年11月～1987年11月）：山田久
- 四代目（1990年9月～2003年8月）：沖本勲
- 五代目（2004年4月～）：守屋輯

## 五代目共政会最高幹部
- 会長 - 守屋 輯（現在恐喝罪で収監中）

- 執行部・会長代行 - 石井謙二（石井組組長） - 広島市南区
- 最高顧問 - 北山昭男（二代目中国高木会会長） - 広島市安佐南区
- 顧問 - 有木 博（有木組組長） - 広島市南区
- 常任相談役 - 荒岡 満洲雄（荒岡組組長） - 広島市南区
- 相談役 - 尾崎幸夫（尾崎組組長） - 広島市中区
- 副会長 - 藤田靖彦（藤田組組長） - 広島市中区
- 副会長 - 藤田燿士（藤田(燿)組組長） - 広島市中区
- 副会長 - 吉岡信彦（吉岡組組長） - 広島市中区
- 常任参与 - 谷本 実
- 常任参与 - 古川勝彦
- 常任参与 - 角山忠勝
- 執行部・理事長 - 宮藤正行（二代目沖本組組長） - 広島市中区
- 執行部・本部長 - 荒岡満州雄（荒岡組組長） - 呉市中央
- 執行部・幹事長 - 木多修孝（木多組組長） - 呉市本通
- 執行部・理事長代行 - 下手尚美（下手組組長） - 広島市中区
- 執行部・組織委員長 - 薮内賢治 - 呉市中央
- 執行部・渉外委員長 - 播真昌男（播真組組長） - 広島市中区
- 執行部・風紀委員長 - 大上博司（二代目片山組組長） - 広島市中区
- 執行部・懲罰委員長 - 沖田 孝（沖田組組長） - 広島市中区
- 執行部・慶弔委員長 - 三浦 勇（三浦組組長） - 広島市安佐南区
- 執行部・行動隊々長 - 島本昭博（島本組組長） - 広島市西区
- 執行部・事務局長 - 平野正敏（平野組組長） - 広島市中区
- 執行部・筆頭補佐 - 細石保美（六代目小原組組長） - 呉市広文化町
- 執行部・理事長補佐 - 酒井世見（酒井組組長） - 広島市中区
- 執行部・理事長補佐 - 新谷義行（二代目伊藤組組長） - 広島市南区
- 執行部・本部長補佐 - 堂河内良二（二代目高塚組組長） - 広島市南区
- 執行部・幹事長補佐 - 中尾亘（中尾組組長） - 広島市西区
- 執行部・幹事長補佐 - 平内司郎（平内組組長） - 呉市本通
- 執行部 - 増宮（三代目守屋組組長） - 広島市中区
- 会長室長 - 河村 勇
- 組織運営委員 - 吉岡正光
- 組織運営委員 - 前中鉄造
- 組織運営委員 - 管 祐志
- 組織運営委員 - 上田孝司
- 組織運営委員 - 岡崎辰志
- 参与 - 新井秋夫
- 参与 - 大西 徹
- 本家責任者 - 河合 淳
- 副事務局長 - 金子 誠
- 副事務局長 - 近藤洋市
- 会長付 - 吉田明則
- 会長付 - 前崎 修
- 会長付 - 松浦 忍
- 会長付 - 迫田一臣
- 事務局付 - 田中宏昌
- 本家付 - 大野宏明
- 直参 - 金川 稔（金川組組長）- 広島市中区
- 直参 - 藤之原貢（藤之原組組長） - 広島市南区
- 直参 - 川口博之（三代目美能組本部長、川口組組長）
- 直参 - 益繁 晃（三代目美能組若頭）
- 直参 - 鳥生佳之
- 直参 - 木村 栄
- 直参 - 山本達宣
- 直参 - 松澤雅明
- 直参 - 荒瀬 進
- 直参 - 木高武雄
- 直参 - 高山昭二郎
- 直参 - 前角博夢
- 直参 - 上田嘉居
- 直参 - 森藤純一

## 共政会関連の映画・オリジナルビデオ
- 深作欣二監督『仁義なき戦い 完結篇』（1974年、東映）
- 山下耕作監督『最後の博徒』（1985年、東映）
- 辻裕之監督『伝説のやくざ 最後の博徒 残侠の章』（2004年、東映ビデオ）
- 市川徹監督『実録・広島四代目 抗争完結編』（2004年、GPミュージアムソフト）